# Carpophage à cire rouge
Ducula rubricera
Espèce
Statut de conservation UICN

 LC  : Préoccupation mineure
Le Carpophage à cire rouge (Ducula rubricera) est une espèce d'oiseau de la famille des Columbidae.

## Description
Cet oiseau mesure 38 à 45 cm de longueur pour une masse de 630 à 720 g.
La tête et le haut de la poitrine sont rose mauve pâle, le bas de cette dernière est rose plus foncé. La nuque est gris argenté pâle. Le manteau, les couvertures alaires et le croupion sont vert doré et bronze métallique. Les rémiges primaires sont bleu noirâtre et le dessous des ailes gris sombre. Le ventre, les flancs et les sous-caudales sont châtain. Les iris sont rouge foncé. Le bec est noir avec une protubérance rouge à la base de la mandibule supérieure. Les pattes sont pourpres.
Le dimorphisme sexuel est faible puisque la femelle ne présente qu'un peu moins de reflets métalliques de couleur bronze sur le manteau par comparaison avec le mâle.
Le jeune ressemble à l'adulte mais n'arbore pas de protubérance à la base du bec.

## Habitat
Cette espèce fréquente les forêts primaires et secondaires.

## Alimentation
Cet oiseau se nourrit de fruits dans la canopée des arbres, le plus souvent seul ou en couple, mais parfois en groupes lorsque la nourriture est abondante.

## Systématique
Cet oiseau constitue une super-espèce avec le Carpophage cuivré.

## Répartition et sous-espèces
Il est représenté par deux sous-espèces :
- Ducula rubricera rubricera (Bonaparte, 1854) — archipel Bismarck ;
- Ducula rubricera rufigula (Salvadori, 1878) — archipel des Salomon la calotte, le cou et la poitrine gris pâle et le dessous du corps plus foncé.